# Aspiscellaria cornigera
Aspiscellaria cornigera is een mosdiertjessoort uit de familie van de Candidae. De wetenschappelijke naam van de soort is, als Canda cornigera, voor het eerst geldig gepubliceerd in 1867 door Pourtales.